# Ariomma bondi
Ariomma bondi är en fiskart som beskrevs av Fowler, 1930. Ariomma bondi ingår i släktet Ariomma och familjen Ariommatidae. Inga underarter finns listade i Catalogue of Life.

## Bildgalleri

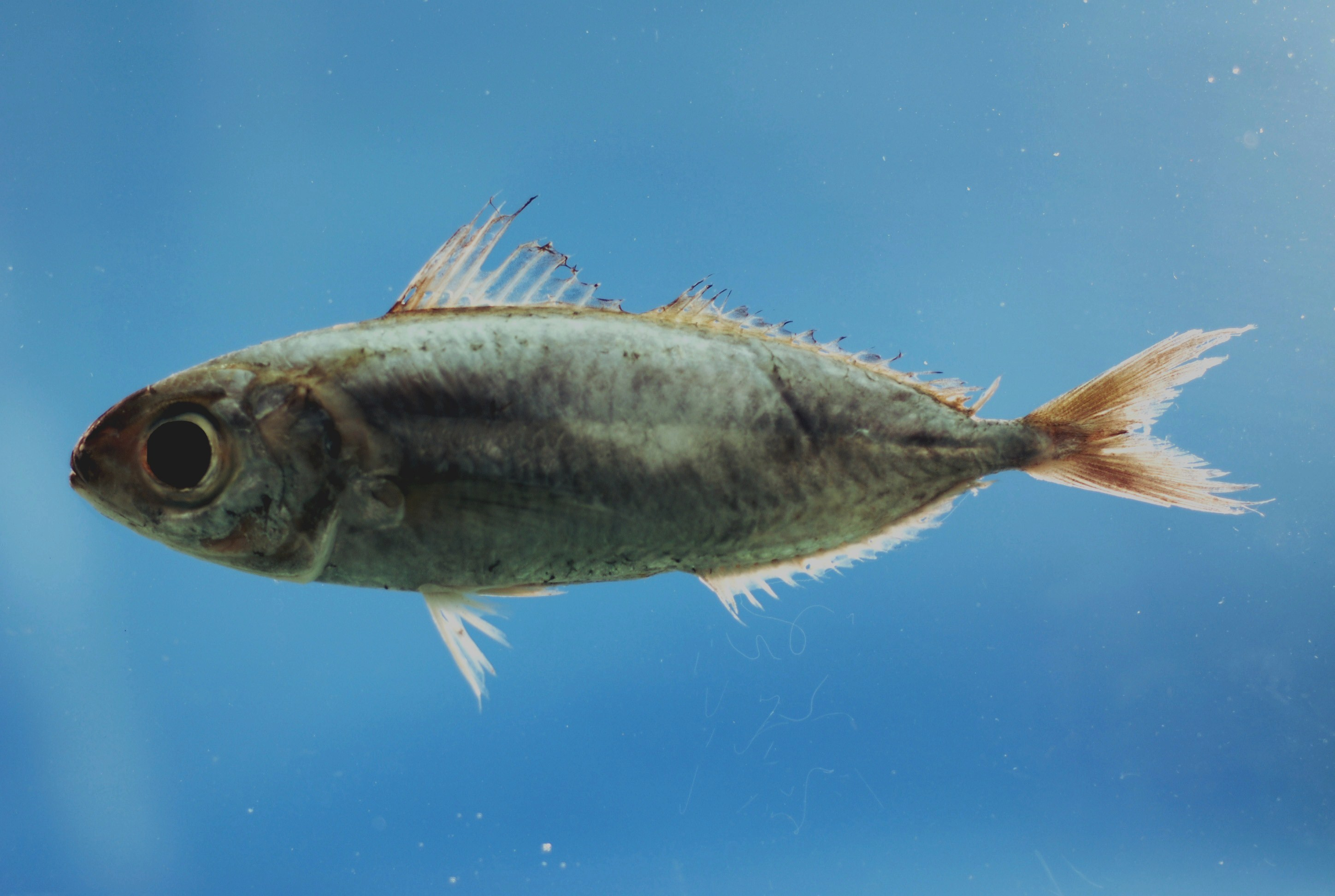